# Schoeller (Unternehmerfamilie)

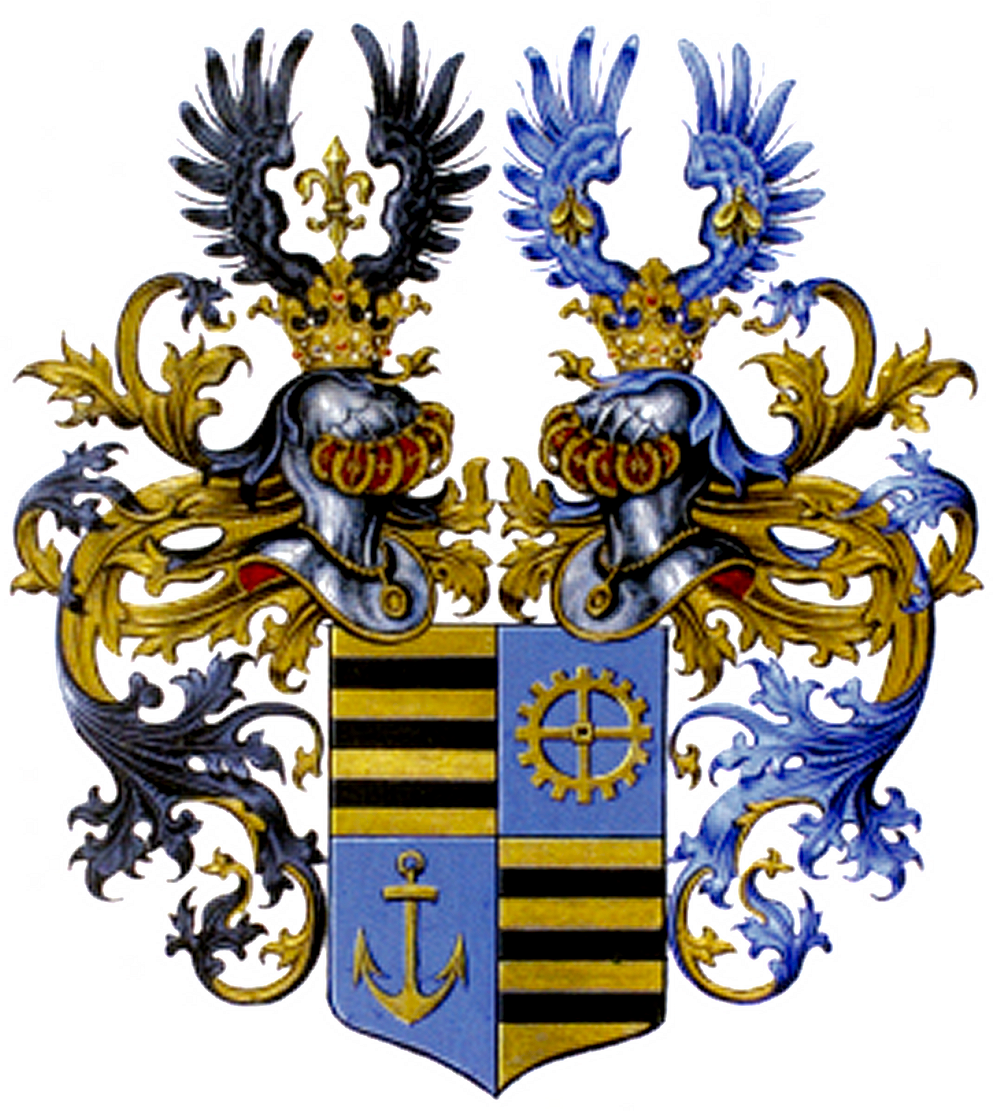
Schoellerwappen

Schoeller ist der Name einer ursprünglich rheinischen, mehrheitlich reformierten Familie, die sich durch ihre weit verzweigten Unternehmertätigkeiten einen hohen Stellenwert im In- und Ausland erworben hat. In älteren Urkunden werden sie unter anderem auch: Scolere, Scollere, Scholer, Scholere, sowie Schoeler geschrieben, wobei die Schreibweise mit „oe“ mit wenigen Ausnahmen durchweg in allen Linien erhalten geblieben ist.

## Allgemeine Familiengeschichte
Nachweislich ab Joris Schoeler zu Wißgen (ca. 1500 bis ca. 1552) gingen die meisten Angehörigen der Familie zunächst als Reidemeister in der Eifel ihrer Arbeit nach und traten ab Beginn des 18. Jahrhunderts hauptsächlich als Gründer, Gesellschafter und Manager zahlreicher bedeutender Unternehmen der Textil-, Papier-, Zucker- und Stahlindustrie sowie der Verpackungstechnik in Erscheinung. Auch ein eigenes Handels- und Bankhaus, die 1833 zunächst als Großhandelshaus gegründete Schoellerbank in Wien, gehörte zu ihrem Wirtschaftsimperium. Weiterhin waren sie an Unternehmen im Steinkohlenbergbau, im Bau- und Eisenbahnbaugewerbe, an Brauhäusern, sowie an weiteren Bank- und Handelshäusern beteiligt. Zu den wichtigsten Unternehmensstandorten zählten neben ihren ursprünglichen Heimatorten Schleiden, Gemünd und Hellenthal in der Eifel hauptsächlich im Raum Düren-Jülich, die Orte Eitorf, Osnabrück sowie Breslau, Edelény, Prag, Brünn, Zürich, Bregenz, Ternitz, Berndorf, Wien und zahlreiche weitere Standorte weltweit.
An ihren jeweiligen Firmenstandorten spielten sie dabei eine bedeutende soziale und wirtschaftliche Rolle in der Gesellschaft. So waren sie beispielsweise für den Vertrieb ihrer Produkte maßgeblich an der Planung und am Ausbau der Infrastruktur, besonders im Eisenbahnbau, beteiligt. Mit ihren Unternehmen, wo sie zum Teil mehrere hundert Mitarbeiter beschäftigten, setzten sie sich darüber hinaus schon früh für firmeneigene Angestellten-Pensionskassen, Arbeiter- und Betriebskrankenkassen sowie sonstige soziale Vergünstigungen für ihre Arbeitnehmer und deren Familien ein. Dazu zählten unter anderem der Bau ganzer Wohnsiedlungen oder auch der Erwerb landwirtschaftlicher Güter zum Anbau von Grundnahrungsmitteln für den Eigenbedarf. Allerdings beschäftigten sie in den letzten Jahren des Zweiten Weltkrieges auch zahlreiche Zwangsarbeiter, wofür sie im Jahr 2001 im Rahmen der Stiftung „Erinnerung, Verantwortung und Zukunft“ aufgefordert wurden, sich an entsprechenden Entschädigungszahlungen zu beteiligen.
Ein Großteil der Familienangehörigen engagiert sich bis heute außerhalb ihrer beruflichen Tätigkeit in öffentlichen oder politischen Ämtern. Dazu zählten Berufungen als Stadträte, als Abgeordnete des preußischen Abgeordnetenhauses oder des Herrenhauses des österreichischen Reichsrats, als Vorstandsmitglieder in Handels- und Gewerbekammern, als Honorarkonsuln, oder als Mitglieder in zahlreichen Aufsichts- und Verwaltungsräten sowie Unternehmensvorständen.
Zur Ehrung ihrer öffentlichen und gesellschaftlichen Verdienste wurden in den Städten Düren, Osnabrück, Eitorf, Leverkusen und Neunkirchen in Niederösterreich jeweils eine Straße nach der Familie Schoeller benannt. In Düren werden Alexander von Schoeller und in Osnabrück Lothar (1883–1957) und Gerhard Schoeller (1886–1970), Söhne von Felix Hermann, mit einem Straßennamen geehrt. Darüber hinaus wurde 1909 in Wien-Leopoldstadt (2. Bezirk) die Schoellerhofgasse nach der um 1840 erbauten Zinshaus-Anlage „Schoellerhof“ des Großindustriellen Alexander von Schoeller benannt.
Für ihre außerordentlichen Verdienste wurden mehrere Angehörige des „Brünner“ und des „Wiener Zweiges“ mit dem Titel eines Ritters in den erblichen österreichischen Adelsstand sowie Sir Paul Eduard von Schoeller (1853–1920) als Knight Bachelor in den britischen Adelsstand erhoben. Allerdings wurden 1919 alle noch betroffenen lebenden Familienmitglieder und deren Nachkommen dazu verpflichtet, auf Grund des im gleichen Jahr erlassenen Adelsaufhebungsgesetzes die Zusätze Ritter und von aus ihrem Namen zu streichen, sofern sie die österreichische Staatsbürgerschaft angenommen hatten.
Die Angehörigen der Familie Schoeller haben sich zu einem Familienverband organisiert, der sich in regelmäßigen Abständen zum Gedankenaustausch und zur Pflege ihrer Traditionen trifft. Hierzu arbeiten sie mit einem renommierten Geschichtsbüro zusammen, das sowohl die Familiengeschichte insgesamt als auch die jeweiligen Firmenchroniken ständig neu aufarbeitet.

## Wappen
Mit Erhebung in den österreichischen Adelsstand im Jahre 1863 schuf sich die Familie Schoeller ein neues Familienwappen, wobei sie das alte und überlieferte Schoellerwappen als Grundlage wählte, das nur ein einteiliges Wappenschild mit gold-schwarzen Querstreifen besaß. Dieses wurde unter anderem noch um das Emblem eines goldenen Kammrades und eines Ankers als altes Zeichen des Handels erweitert. Dieser Anker wurde Namensgeber und Firmenlogo für die Anker-Teppichboden-Fabrik.
Das neue Wappenschild ist geviertelt: im Feld 1 und 4 befinden sich in Gold drei schwarze Balken; im Feld 2 in Blau ein goldenes Kammrad; im Feld 3 in Blau pfahlweise ein goldener Anker mit Querholz. Auf diesem Schild sind zwei Helme aufgetragen, auf dem rechten Helm mit schwarz-goldenen Decken eine goldene Lilie zwischen offenem schwarzen Flug, auf dem linken mit blau-goldenen Decken ein offener, je mit einer auffliegenden goldenen Biene belegter blauer Flug.

## Ursprünge
Die Familienchronik und die meisten Quellen gehen davon aus, dass sich die hier beschriebene Familie aus einer Nebenlinie der alten rheinischen Adelsfamilie von Schöller mit Sitz auf dem Rittergut Schöller im Wuppertaler Ortsteil Schöller gebildet haben könnte. Ein Zweig dieser Familie scheint sich Anfang des 15. Jahrhunderts zunächst im Ort Weiler, dem heutigen Gereonsweiler bei Jülich, niedergelassen zu haben, bevor dann rund hundert Jahre später ein Nebenzweig dieser Linie nach Belmen bei Jüchen weiter zog. Nachdem sich die Nachkommen dieses Zweiges zum lutherischen Glauben bekannt hatten, zogen einige Familienangehörige auf Grund der anschließenden wirtschaftlichen Benachteiligungen und des rigiden Zunftrechts unter Ablegung ihres alten Adels in das Schleidener Tal. Dort erwarb jetzt erstmals nachweisbar ein oben erwähnter Jöris Schoeler zu Wißgen Anteile in Erbpacht an einem herzoglichen Eisenwerk zu Gemünd, das zur Keimzelle der industriellen Entwicklung der Familie Schoeller werden sollte. Ein anderer Zweig ließ sich im Düren-Jülicher Raum nieder, von der wiederum Heinrich Wilhelm Schoeller (1724–1771) Mitte des 18. Jahrhunderts nach Düsseldorf zog und dort die Düsseldorfer Linie der Familie begründete. Dieser Linie gehörten unter anderem der spätere preußische Oberbürgermeister Philipp Schöller mit leicht veränderter Schreibweise sowie in neuerer Zeit der Botschafter Franz Jochen Schoeller an.

## Eifeler Hauptlinie
Die Nachkommen von Jöris und seiner Frau Maria aus der ebenfalls im Schleidener Tal ansässigen Reidemeister- und späteren bedeutenden Düsseldorfer Großindustriellenfamilie Poensgen wurden mehrheitlich ebenfalls Reidemeister, übernahmen jeweils die elterlichen Betriebe oder erwarben noch weitere in der näheren Umgebung hinzu. Ein Ururenkel von Jöris, Philipp Dietrich Schoeller (1645–1707), setzte sich darüber hinaus als Schöffe und Ältester der evangelischen Kirchengemeinde von Gemünd maßgeblich für die Belange der evangelischen Mitbürger ein, gewährte Verfolgten Unterschlupf und gestattete Gottesdienste in seinem Hause. Dessen Ururenkel Johann Ludolf Schoeller (1760–1841) erwarb erstmals eine Eisenhütte in Hellenthal, in der sein Sohn Wilhelm Arnold (1792–1875), ebenfalls verheiratet mit einer Poensgen, die maschinelle Fertigwarenherstellung einführte und damit offiziell im Jahre 1827 das bis heute bestehende und sich in Familienbesitz befindende Schoeller Werk GmbH Hellenthal gründete.
Sein Bruder Friedrich Wilhelm Schoeller (1801–1871) gründete 1845 zusammen mit seinem Schwager Albert Poensgen unter dem Namen Poensgen & Schoeller in Mauel bei Gemünd eine Fabrik für schmiedeeiserne Gasröhren, womit sie mit dieser Produktion die ersten Unternehmer auf dem europäischen Markt waren. Im Jahre 1850 übernahm Albert Poensgen die Anteile Schoellers und wurde Alleinbesitzer.

## Dürener Linie und unternehmerische Expansion
Johann Paul Schoeller (1700–1754), einem Sohn aus zweiter Ehe von Philipp Dietrich, entschloss sich nach Abschluss einer kaufmännischen Ausbildung in Elberfeld in der Dürener Tuchfabrik von Johann Wilhelm Schoeller, einem Verwandten aus der alten Jülicher Linie, zu arbeiten und sich wenig später im gleichen Ort selbstständig zu machen. Dadurch wurde Johann Paul zum Stammvater der Dürener Hauptlinie (siehe dazu Stammtafeln unter Einzelnachweise). Durch seine Heirat mit Magdalena von Scheven (1705–1794), der Tochter des Papierfabrikanten Rütger von Scheven, wurden seine Söhne auf Grund von Schevens Kinderlosigkeit zudem Erbberechtigte der Schevensmühle, aus der sich später die Papierfabrik Schoellershammer entwickelte. Damit war die Ausgangslage für die zukünftige Spezialisierung eines Großteils seiner Nachkommen auf die Produktion und dem Vertrieb hochwertiger Tuche und Spezialpapiere geschaffen.
Ihnen kam dabei aus kaufmännischer Sicht zugute, dass nach der französischen Revolution das Zunftrecht aufgehoben und damit die Handels- und Gewerbefreiheit eingeführt wurde. Ferner spielte in ihrer weiteren wirtschaftlichen Entwicklung die Aufhebung der Kontinentalsperre im Jahr 1814 ebenso eine wichtige Rolle wie die darauf folgende Handelssperre des Königreichs Lombardo-Venetien, das zuvor ein bedeutendes Absatzgebiet für ihre Tuche gewesen war.

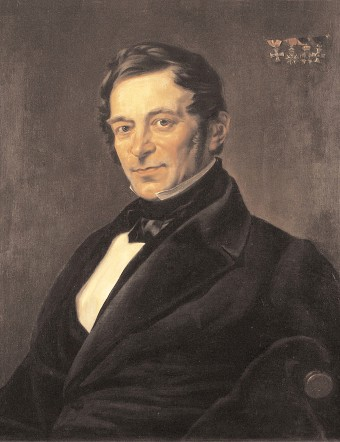
Heinrich Leopold Schoeller

Aus diesem Grunde ergriff Johann Pauls Enkel Heinrich Leopold Schoeller (1792–1884) die Initiative, mit zwei seiner Brüder im Verlauf des Aachener Monarchenkongresses 1818 bei Kaiser Franz I. von Österreich einen Antrag für eine Konzession zur Errichtung einer Tuchfabrik im mährischen Brünn zu stellen, um sich dadurch neue Absatzmärkte im Kaisertum Österreich zu eröffnen. Am 19. März 1819 schließlich genehmigte der Kaiser die Gründung der Gebr. Schoeller k. k. Feintuch- und Wollwarenfabrik, womit die unternehmerische Auslandstätigkeit der Familie ihren Anfang nahm. Die Leitung des Unternehmens wurde 1820 ihren gemeinsamen Neffen Philipp Wilhelm von Schoeller (1797–1877) übertragen, der dieses später erbte und darüber hinaus 1863 zum österreichischen Ritter geadelt wurde. Philipp Wilhelm wurde dadurch gemeinsam mit seinem Bruder Adolph (1804–1860) zum Begründer des Brünner Zweigs der Familie, der sich vom ersten Sohn des Johann Paul, Philipp Rütger Schoeller (1725–1805) abgetrennt hatte und bis heute fortbesteht.

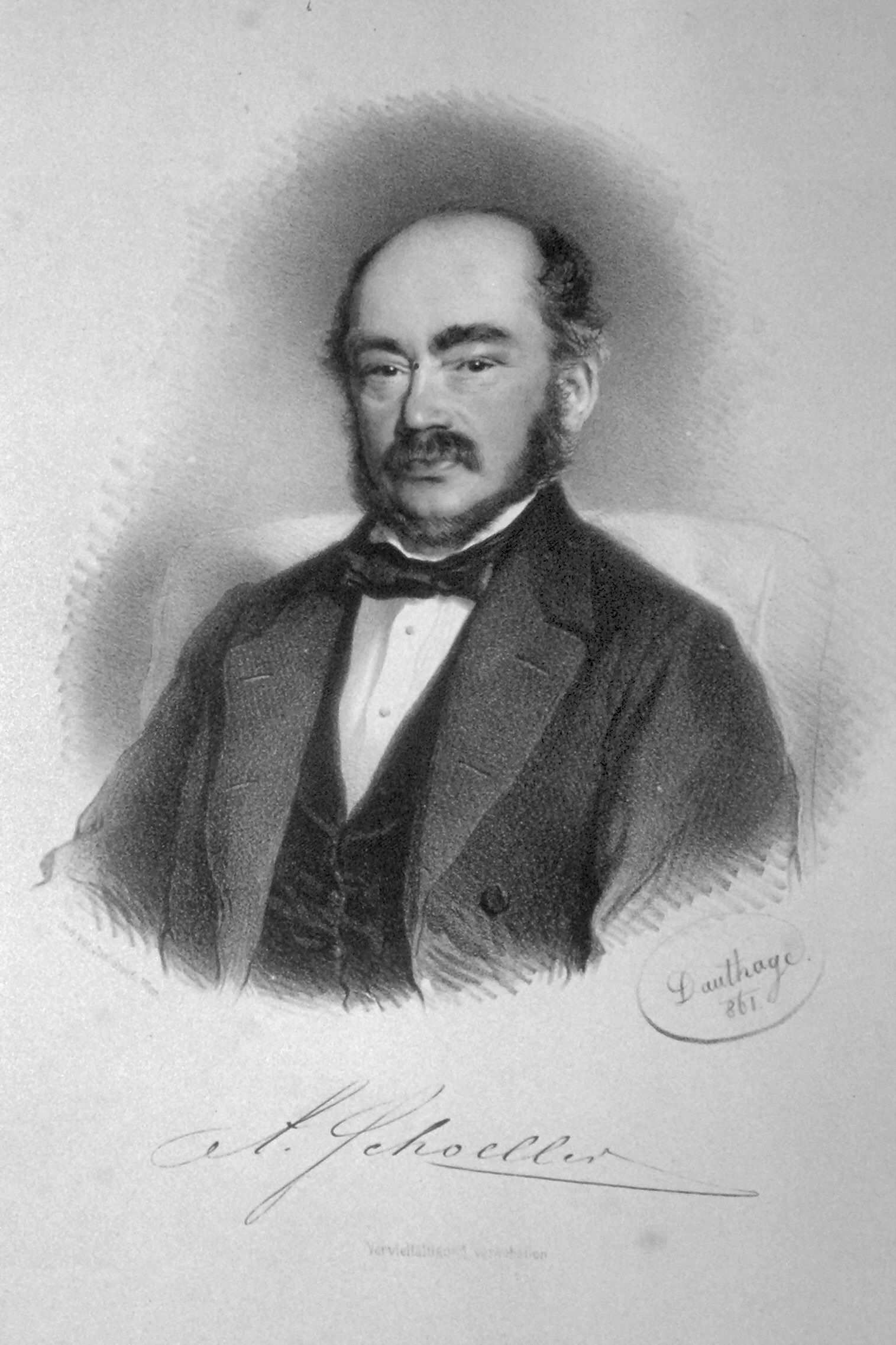
Alexander von Schoeller

Zwischenzeitlich ließ sich ein weiterer Neffe Heinrich Leopolds, Alexander von Schoeller (1805–1886, ebenfalls 1863 geadelt), ebenfalls in Österreich nieder. Dort gründete er 1833 zunächst ein Handels- und Bankhaus und anschließend Stahlfabriken in Ternitz und in Berndorf mit Alfred Krupp die später bekannt gewordene Berndorfer Metallwarenfabrik. Zusätzlich war er zum Teil zusammen mit seinen Brüdern Heinrich Eduard (1803–1879, geadelt 1867) und Johann Paul von Schoeller (1808–1882, geadelt 1867) am Kohlebergbau und an der Gründung mehrerer Zuckerfabriken, unter anderem in Edelény in Ungarn, Čakovice bei Prag (Böhmen) und der Leipnik-Lundenburger in Wien, beteiligt. Diese Unternehmen wurden zunächst an die Söhne seiner beiden Brüder übergeben, die diese sie dann auf Grund ihrer eigenen Kinderlosigkeit an Vettern aus dem Brünner Zweig vererbten, die darüber hinaus noch im Brauereisektor und in Gerstenfabriken investierten.

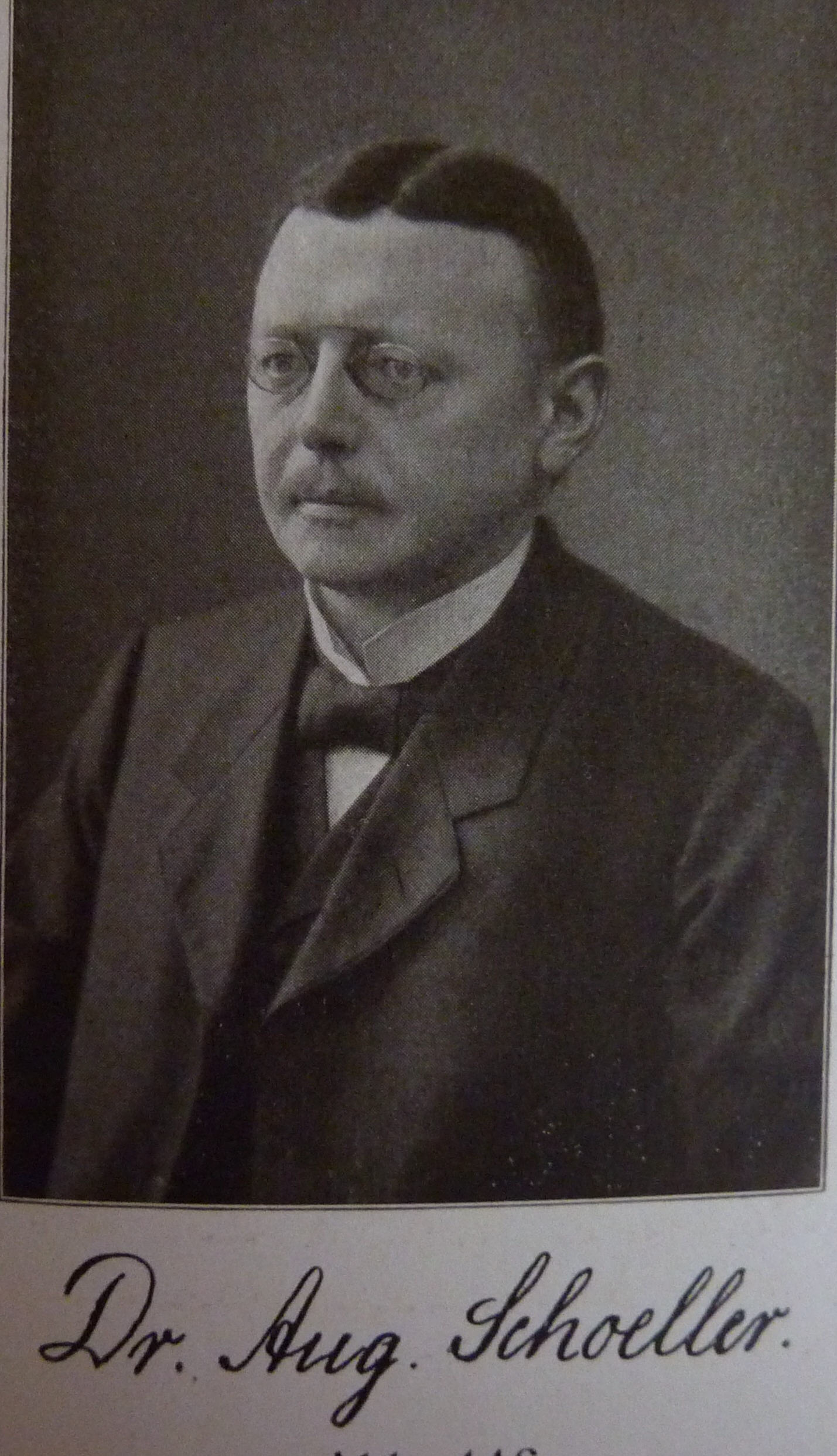
Friedrich August Schoeller, Präsident der Handelskammer Elberfeld

Einen Onkel des nach Brünn gezogenen Philipp Wilhelm, Philipp Ludolf Schoeller (1776–1855), zog es dagegen nach Elberfeld, wo er an der Gründung mehrerer Tuchfabriken und Färbereien beteiligt war, wie es ihm Jahre später zwei seiner Enkel in Opladen gleich taten. Zu diesem Zweig zählen unter anderem die Bankiers (Julius) Alexander Schoeller (1852–1911) und dessen Sohn Alexander Schoeller (1886–1960) sowie der Gynäkologe Julius Victor Schoeller (1811–1883) und der Chemiker Walter Julius Viktor Schoeller (1880–1965).

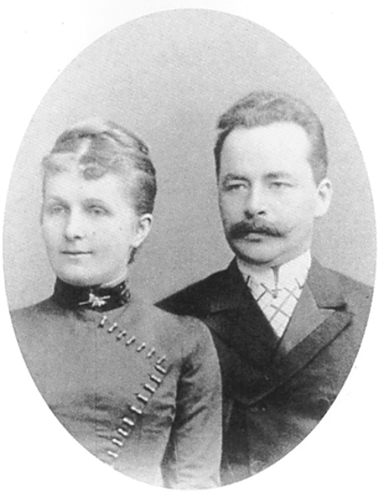
Felix Hermann Maria Schoeller und Agnes, geb. Böhm, Burg Gretesch

Die ursprüngliche Papierfabrik Schollershammer wurde schließlich über den zweiten Sohn von Johann Paul, Heinrich Wilhelm Schoeller (1745–1827), an dessen Sohn Heinrich August Schoeller (1788–1863) weitervererbt und sie besteht seitdem unter der Firmierung Heinrich August Schoeller Söhne GmbH & Co KG bis in die heutige Zeit fort. Da nicht alle Söhne von Heinrich August am Familienunternehmen partizipieren konnten oder wollten, zog sein Sohn Felix Heinrich Schoeller (1821–1893) aus Düren fort, nachdem er dort zuvor maßgeblich am Zustandekommen der Dürener Eisenbahn AG beteiligt gewesen war. Er übernahm oder gründete zunächst in Neu Kaliß in Mecklenburg, später in Gernsbach (Großherzogtum Baden) und schließlich in Offingen an der Donau (Königreich Württemberg) weitere Papier- und Zellulosefabriken. Einer seiner Söhne, Felix Hermann Maria Schoeller (1855–1907), blieb dagegen im norddeutschen Raum und übernahm im Osnabrücker Stadtteil Gretesch die Grunersche Papierfabrik, aus der sich das bis heute weltweit operierende Unternehmen Felix Schoeller Holding GmbH & Co KG entwickelte.
Der bereits mehrfach erwähnte Heinrich Leopold Schoeller, abstammend vom dritten Sohn des Johann Paul, Johann Arnold Schoeller (1747–1831), war neben seinem oben erwähnten Engagement in Brünn noch Gründer des Handelshauses Schoeller & Daniels in Amsterdam, der Kammgarnspinnerei Breslau, mehrerer Zuckerfabriken in Schlesien und im Raum Düren sowie im Jahre 1842 seiner eigenen Tuchfabrik in Düren. Diese wandelte er 1852 in das Teppichkontor Düren zur Herstellung hochwertiger gemusterter Teppiche um, das später zu Anker-Teppichboden umfirmiert wurde. Während Leopolds erster Sohn Caesar Schoeller (1822–1887) unter anderem ein Handelshaus in New York City gründete, übernahm sein zweiter Sohn, Rudolf Wilhelm Schoeller (1827–1902), die Kammgarnspinnerei Breslau und verlagerte dieses Unternehmen anschließend in die Städte Bregenz und Zürich, wo sie bis heute in unterschiedlichen Konstellationen erfolgreich auf dem Markt vertreten sind. Dagegen gründeten 1889 die Nachkommen seines dritten Sohnes Philipp Eberhard Leopold Schoeller (1830–1896), der selbst als erfolgreicher Zuckerfabrikant in Schlesien geblieben war, unter dem Namen Leopold jr. & Söhne GmbH & Cie das bis 2003 bestehende Unternehmen Schoeller Textil in Huchem-Stammeln.
Heinrich Leopolds viertem Sohn Philipp Nikolaus Ludwig Schoeller (1833–1904) und dessen Nachfahren war es schließlich vorbehalten, das Teppichkontor weiterzuführen, auszubauen und zu modernisieren, wohingegen sein fünfter Sohn Alexander Paul Schoeller (1827–1892) sich der Zuckerfabriken des Vaters annahm und zusätzlich eine eigene errichtete, aus denen sich später die Zuckerfabrik Jülich entwickelte. Der Enkel dieses Zuckerfabrikanten, Alexander Schoeller (1911–1973), begründete schließlich ein vollkommen neues Unternehmensprofil der Familie. Er spezialisierte sich zunächst auf die Produktion von Holz-, später auf Kunststoffverpackungen und errichtete eine erste Verpackungsfabrik, die seine Enkel Martin und Christoph ab 1982 zu der weltweit operierenden Schoeller-Holding mit Sitz in Pullach ausbauten.
Derzeit bestehen immer noch zahlreiche Unternehmen weltweit, die den Familiennamen „Schoeller“ in ihrem Logo führen und in Einzelfällen als selbstständige Unternehmen, meist aber als Tochterunternehmen oder zusammengefasst in einer Holding operieren und dabei oftmals noch von Angehörigen der Familie in maßgeblicher Position geführt werden.

## Einzelnachweise

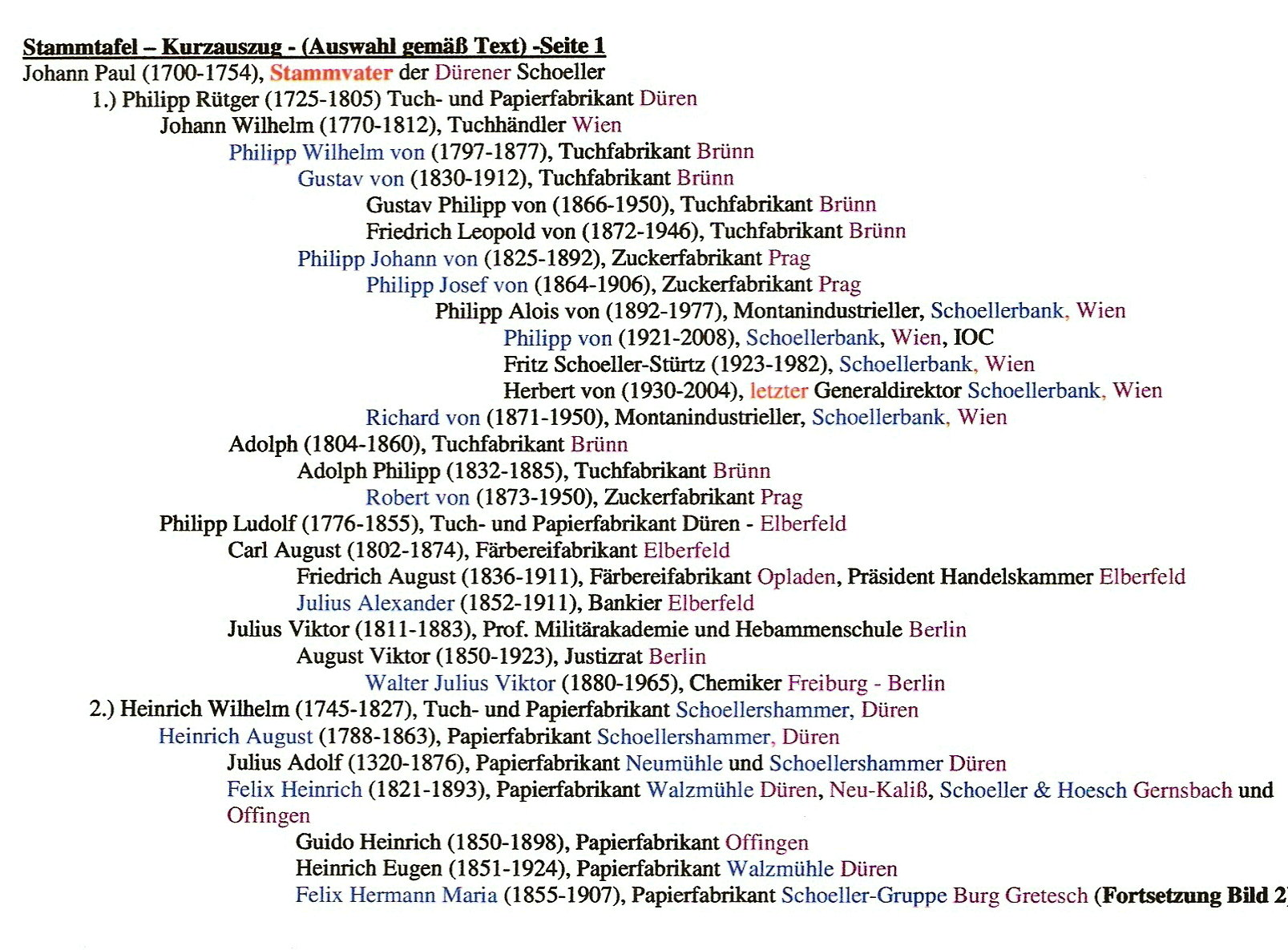
Stammtafel Familie Schoeller (Kurzauszug)

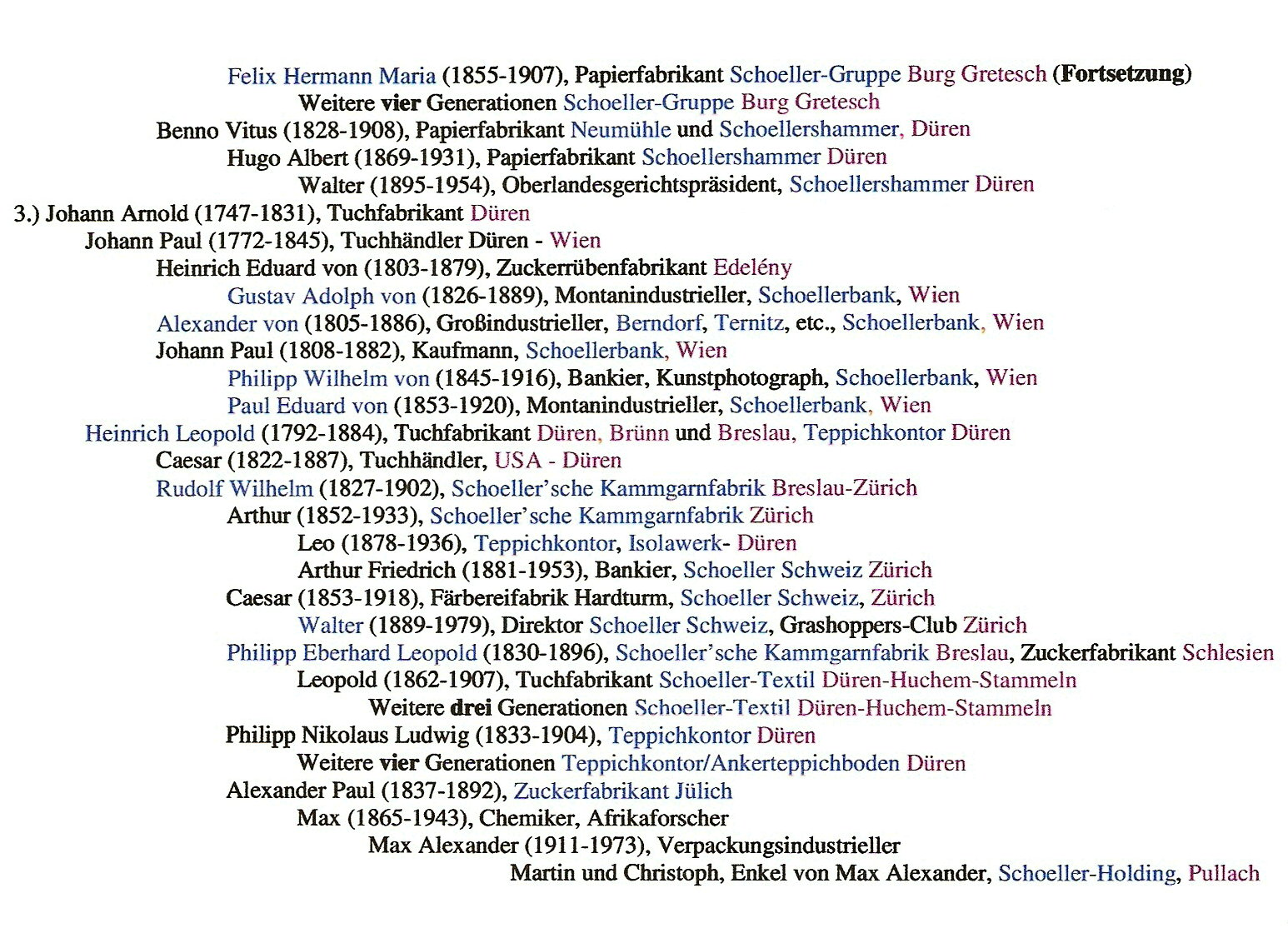
Stammtafel Familie Schoeller (Kurzauszug)

## Familiensitze (Auswahl)
Entsprechend ihrer gesellschaftlichen und wirtschaftlichen gehobenen Stellung erwarben Angehörige der Familie Schoeller an ihren jeweiligen Unternehmensstandorten zumeist stattliche Villen oder zu Gutshöfen gehörende Herrenhäuser, die sie als Wohn- und/oder Unternehmenssitze nutzten und deren repräsentativste hier exemplarisch aufgeführt sind.
| Name                                | Beschreibung | Bild           |
| ----------------------------------- | --- | -------------- |
| Burg Birgel                         | Als einer der Ersten übernahm Heinrich Leopold Schoeller um das Jahr 1840 die Burg Birgel, eine Wasserburg aus dem 13. Jahrhundert, die er grundlegend renovierte, erweiterte und mit einem stattlichen Park versah. Sein Enkel Max Schoeller (1865–1943), Chemiker und Sohn des Zuckerfabrikanten Alexander Schoeller sowie Vater des Verpackungsindustriellen Max Alexander Schoeller, verkaufte diese 1913 an einen Freiherrn von Diergardt. Im Jahr 1958 wurde die Anlage in eine Grundschule umgewandelt. | weitere Bilder |
| Villa Schoeller, Breslau            | Die in Breslau tätigen Nachkommen von Leopold besaßen bis zur Vertreibung 1945 im Ortsteil Borek (Kleinburg) die 1905 erbaute und nach ihnen benannte Villa Schoeller. Diese immer noch bestehende Villa dient seit August 2010 und nach mehrmaligem Umbau als 5-Sterne-Hotel unter dem heutigen Namen Platinum Palace. | weitere Bilder |
| Schloss Stenitz (tschech. Ctěnice)  | Im Jahre 1849 erwarb der Wiener Industrielle Alexander von Schoeller das Schloss Ctěnice bei Prag aus dem Nachlass von Aloisia Gräfin Desfours und kaufte auch die Güter Čakovice und Miškovice hinzu. Die Familie Schoeller besaß das Schloss knapp hundert Jahre lang, bis sie am 24. November 1945 infolge der Beneš-Dekrete enteignet wurde. | weitere Bilder |
| Burg Lewenz (slowak. Levice)        | Darüber hinaus erwarb Alexander von Schoeller 1867 in Levice von der Familie Esterházy die Burg Levice als Familiensitz, die wie auch die Herrschaft Levice selbst bis 1945 im Familienbesitz blieb. | weitere Bilder |
| Schloss Ratschitz (tschech. Račice) | Sir Paul Eduard Ritter von Schoeller, Neffe von Alexander von Schoeller und Direktor des Handelshauses Schoeller & Co. in Wien und der Schoellerbank, erwarb 1894 zunächst das Schloss Račice eines Baron von Palm, das 1945 ebenfalls enteignet wurde. | weitere Bilder |
| Palais Corbelli-Schoeller           | Um 1905 erwarb Sir Paul Eduard von Schoeller das barocke Palais Corbelli-Schoeller in Wien, das er umfassend ausbauen ließ. Da er selbst kinderlos blieb, vererbte er dieses an seinen Neffen und Adoptivsohn Gustav Neufeldt-Schoeller, Sohn seiner Schwester Emma und des Großhändlers Karl Neufeldt (* 1838), für den er 1911 auch die Adels- und Namensübertragung bewirkte. |                |
| Palast Schoeller, Brünn             | Gustav Adolph von Schoeller ließ 1868 als Familien- und Dienstsitz in Brünn das Palais Schoeller nach Plänen des Architekten Joseph Arnold auf dem Gelände einer abgerissenen Kapelle erbauen. Der Palast blieb bis 1945 im Familienbesitz. | weitere Bilder |
| Schoellerhof                        | Felix Heinrich Schoellers Enkel Felix Heribert Schoeller (1881–1958), Sohn von Felix Hermann Maria, dem Unternehmensgründer in Gretesch bei Osnabrück, erstand 1925 das Gut Gneven bei Schwerin, das er aber bereits zwei Jahre später an seine Papierfabrik in Neu-Kaliß weiterverkaufte, die sein Großvater Felix Heinrich gegründet und in deren Leitung er jetzt aufgerückt war. Im Jahr 1945 kaufte er dafür eine 211 Hektar große Landfläche bei Osnabrück, auf der er ein Herrenhaus mit dazugehörenden Wirtschaftsgebäuden, nun „Schoellerhof“ genannt, errichten ließ. Er verfolgte damit das Ziel, die Beschäftigten der Fabrik dauerhaft mit Grundnahrungsmitteln zu versorgen. Bis 1973 verblieb der Schoellerhof noch in Familienbesitz, wurde aber schließlich 2006 von den Erben der Nachbesitzer in eine rechtsfähige Stiftung bürgerlichen Rechts umgewandelt. |                |
| Hardturm                            | Nachdem Rudolf Wilhelm Schoeller ab 1865 seine Kammgarnfabrik von Breslau nach Zürich verlagert hatte, erwarb er zunächst das Areal rund um den Hardturm in Zürich als neues Werksgelände und im Jahr 1882 den Turm selbst als Wohn- und Versammlungsraum. Ab 1979 floss der gesamte Besitz in die Immobilien- und Verwaltungsgesellschaft Hardturm AG ein, die Teil der Schoeller Spinning Group ist. | weitere Bilder |
| Schoellergut                        | Rudolf Wilhelms Sohn Arthur Schoeller-Ziesing kaufte 1883 dem Naturforscher Eduard Kann dessen Villa mit Observatorium im Quartier Enge ab. 1934 ließ sein Sohn, Friedrich Arthur Schoeller, Präsident der Eidgenössischen Bank, die Villa abreißen und vom Architekten Richard von Muralt die bis heute bestehende Villa Schoeller errichten. Besondere Aufmerksamkeit widmete er dabei der Gestaltung des sie umgebenden Parks. Die Villa und ihre Nebengebäude werden heute von der Kantonsschule Freudenberg und der Kantonsschule Enge genutzt. Viele Bezeichnungen wie beispielsweise „Schoellerpark“, „Musikvilla Schoeller“ oder „Turnhalle Schoellergut“ erinnern noch immer noch an die erfolgreiche Zürcher Unternehmerfamilie deutscher Abstammung. |                |
| Villa Liebenstein                   | Arthur Friedrich Schoeller (1881–1953), Enkel von Rudolf Wilhelm und Geschäftsleiter der Bregenzer Filialen, erwarb dort um 1910 die Villa Liebenstein, die sein Sohn Rudolf ebenso wie die dazugehörenden Parkanlagen umfangreich ausbauen ließ und 1953 an die Schoeller GmbH & Co. KG verkaufte. Seit 1982 gehört die Villa der Stadt Bregenz, die dort die städtische Musikschule einrichtete. | weitere Bilder |

## Mäzenatentum und Öffentlichkeitsarbeit
Die Familie Schoeller hat sich sowohl im Raum Düren-Jülich als auch an vielen ihrer Firmenstandorte nicht nur durch unternehmerische Leistungen hervorgetan, sondern auch durch die Gründungen diverser Stiftungen und sozialer Einrichtungen sowie in der Übernahme von öffentlichen und politischen Ämtern.
So setzte sich beispielsweise Heinrich Leopold Schoeller maßgeblich für die evangelische Gemeinde in Düren ein, stiftete 1832 das Grundstück zum Bau einer „Knaben-Familien-Schule“, auch „Evangelische Stadtschule“ genannt, aus der später zunächst ein Realgymnasium und schließlich das Gymnasium am Wirteltor Düren hervorging. Zahlreiche Nachkommen Leopolds betätigten sich in den folgenden Jahrzehnten beispielsweise im Rahmen der Oberlandesgerichtsrat Walter Schoeller-Stiftung weiterhin an der materiellen und finanziellen Förderung dieser Einrichtung.

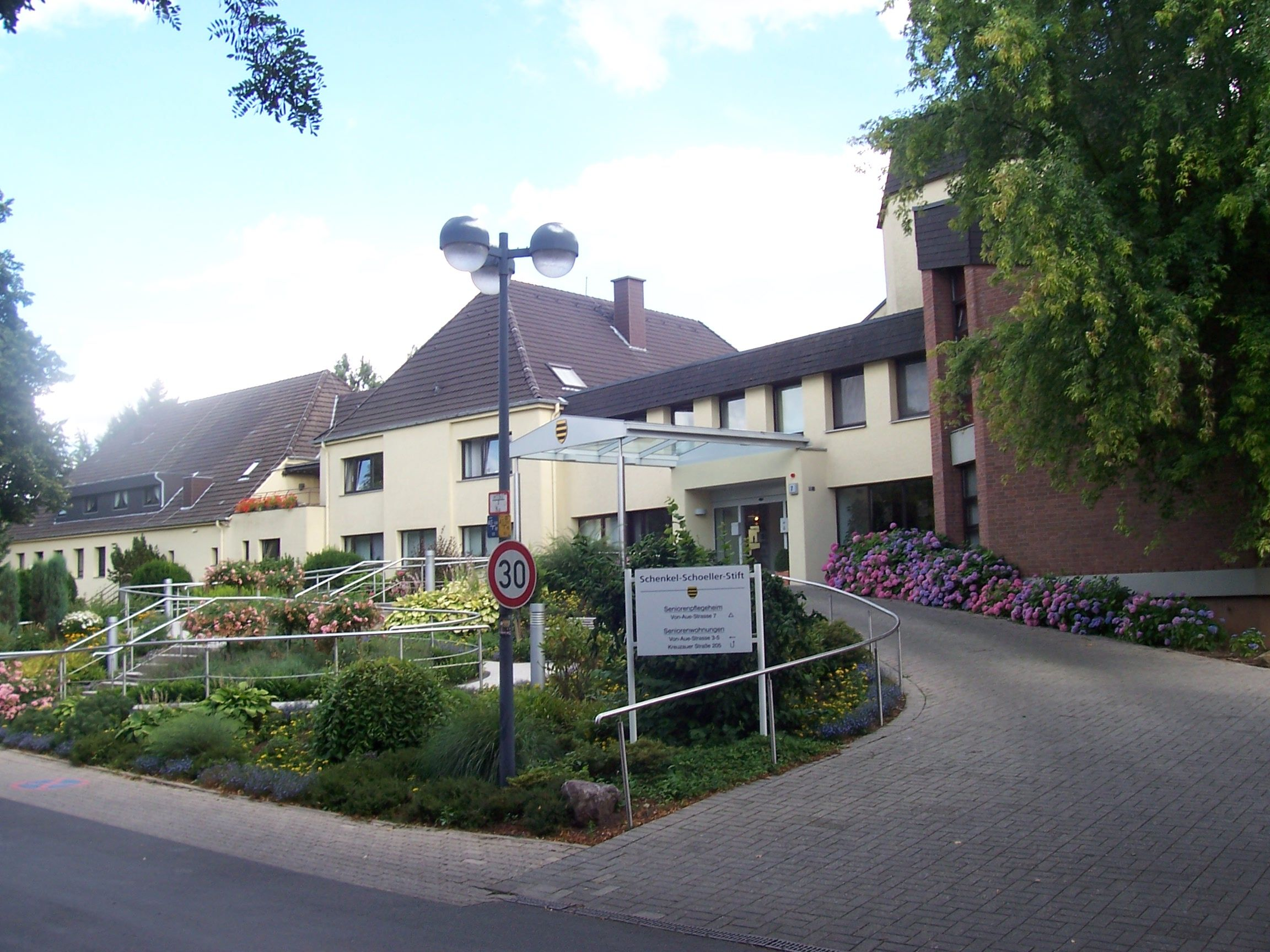
Schenkel-Schoeller-Stift, Niederau

Die Schwester von Heinrich Leopold Schoeller, Catharina, verheiratete Schenkel, richtete 1852 die Schenkel-Schoellersche Versorgungsanstalt in Düren ein, aus der das 1953 in Niederau neu aufgebaute Altenheim Schenkel-Schoeller-Stift hervorging.
Das 1899 erbaute Anna-Schoeller-Haus, eine Blinden- und Senioreneinrichtung in Düren, kam durch eine Finanz- und Grundstücksspende des Kommerzienrates Philipp Nikolaus Ludwig Schoeller, Sohn von Heinrich Leopold, und seiner Frau Anna Schoeller, geborene Schoeller (1839–1911), Tochter des Papierfabrikanten Felix Heinrich Schoeller, zustande.
Auf eine Stiftung von Benno Schoeller (1828–1908), Sohn von Heinrich August, geht die Errichtung des St.-Augustinus-Krankenhaus in Lendersdorf zurück, das am 10. August 1897 in Betrieb genommen wurde. Darüber hinaus beteiligte er sich mit erheblichen finanziellen Unterstützungen an die Stadt Düren für deren Erwerb des Schlosses Burgau.
Benannt nach Caesar Schoeller, dem Sohn des Heinrich Leopold, wurde ein Jahr nach seinem Tod die Caesar Schoeller-Stiftung gegründet. Diese kümmert sich um die Betreuung von Minderjährigen ohne Rücksicht auf deren Konfession und besonders um die Unterstützung von Jugendlichen, die entweder auf Grund ihres körperlichen, geistigen oder seelischen Zustandes oder wegen ihrer wirtschaftlichen Lage auf die Hilfe anderer angewiesen sind. Diese Stiftung wird derzeit von Jochen Schoeller geleitet, einem Ururenkel des Stiftungsgründers.
Die 2004 gegründete Hubertus-Schoeller-Stiftung unterstützt regelmäßige Ausstellungen über Konkrete Kunst und Sammlungen aus dem Familienbesitz im Dürener Leopold-Hoesch-Museum.
Dagegen sponserte Walter Schoeller (1889–1979), Manager der Schoeller-Unternehmen in Zürich und selbst ein erfolgreicher und vielseitiger Hochleistungssportler, den Leistungssport. Unter anderem erstand er 1934 nach einem verheerenden Brand das Hardturm-Stadion und stiftete dieses unentgeltlich dem Fußballverein Grasshopper Club Zürich, damit dieser sowohl den Neuaufbau als auch die weiteren laufenden Kosten begleichen konnte.

## Unternehmen der Familie (Auswahl von ehemaligen und aktuellen)
| Name                                                               | Beschreibung | Bild           |
| ------------------------------------------------------------------ | --- | -------------- |
| Schoeller Werk GmbH, Hellenthal                                    | gegründet 1827 durch Wilhelm Arnold Schoeller, Vorreiter der Automatenproduktion von Nägeln und Nieten aus Draht auf dem europäischen Festland. Nach der Inbetriebnahme der ersten Rohrschweißstraßen im Jahre 1959 und der Einführung der Laserschweißtechnik 1991, produziert die Firma heute auf mehr als 100 Schweißstraßen über 50.000 t Edelstahlrohre pro Jahr. |                |
| Gebr. Schoeller k. k. Feintuch- und Wollwarenfabrik, Brünn         | wurde gegründet durch die Brüder Johann Peter, Carl Friedrich und Heinrich Leopold Schoeller mit Genehmigung von Kaiser Franz I. von Österreich am 19. März 1819. Da die Brüder aber weiterhin hauptsächlich in ihren Dürener Werken tätig sein wollten, übertrugen sie das Unternehmen an ihren Neffen Philipp Wilhelm von Schoeller, welches anschließend bis zur Enteignung 1945 im Familienbesitz blieb. |                |
| Großhandelshaus Schoeller & Co., Wien später Schoellerbank         | gegründet per kaiserlichem Dekret (Maria Theresianische Konzession) am 20. Juli 1833 durch Alexander von Schoeller in Wien. Ab 1979 zur Aktiengesellschaft umgewandelt, wurde das Unternehmen ab 2001 nach einigen Zwischenstationen eine 100%ige Tochter der Bank Austria. Zuvor entstand durch Ausgründung des numismatischen Bereichs im Jahr 1989 der Schoeller Münzhandel, ein Handelsunternehmen für klassische und moderne Numismatik sowie Edelmetall-Anlageprodukte mit Sitz in Wien, welcher 2005 als Tochterunternehmen der Münze Österreich übernommen wurde. Bis zur Pensionierung des Generaldirektors Herbert von Schoeller (1930–2004) im Jahre 1994 waren Nachkommen der Familie Schoeller ununterbrochen im Management der Schoellerbank vertreten. | weitere Bilder |
| Berndorfer Metallwarenfabrik                                       | wurde 1843 von Alexander von Schoeller zusammen mit Alfred Krupp gegründet. Ab dem Jahre 1891 ging das Unternehmen in Alleinbesitz von Arthur Krupp über, einem Neffen von Alfred, und wurde ab 1984 zum Tochterunternehmen der Österreichischen Industrieholding AG. |                |
| Schoeller Stahlwerke (Theresienhütte), Ternitz                     | gegründet durch Alexander von Schoeller im Jahre 1862, die 1924 mit den Bleckmann Stahlwerken in Mürzzuschlag zu Schoeller-Bleckmann Stahlwerke AG fusionierten. 1946 wurden diese verstaatlicht und sind heute ebenfalls Teil der Österreichischen Industrieholding AG. Durch Ausgliederung entstand 1988 das Schoeller-Bleckmann Oilfield Equipment, ein österreichischer börsennotierter Hersteller von Hochpräzisionsteilen für die Oilfield Service-Industrie mit Sitz in Ternitz. |                |
| Schoeller’sche Kammgarnspinnerei, Breslau, Eitorf, Bregenz, Zürich | erworben 1849 durch Heinrich Leopold Schoeller. Im Jahre 1867 verlegte sein Sohn Rudolf Wilhelm Schoeller den Stammsitz nach Zürich und gründete weitere Filialen unter anderem in Bregenz, Zürich-West (Hardturm) und Sevelen SG. Weitere Werke wie beispielsweise in Eitorf und Süßen kamen hinzu. Zwischenzeitlich fusionierten die Schweizer Filialen zu Schoeller Switzerland mit Hauptsitz in Sevelen. Im Jahr 1979 firmierte das Gesamtunternehmen zu Albers & Co. 2009 schlossen sich im Rahmen einer Neugliederung einzelne Tochterunternehmen zur neuen Schoeller Spinnerei Gruppe mit Sitz in Zürich zusammen. |                |
| Anker-Teppichboden, Düren                                          | wurde durch Heinrich Leopold Schoeller als Teppichkontor und Zweig seiner Tuchfabrik im Jahr 1854 gegründet. Bis zum heutigen Tag und nach sechs Generationen befindet sich das Unternehmen mit einer langen und wechselvollen Geschichte weiterhin ununterbrochen im Familienbesitz. Geschäftsführer war Markus Schoeller (1961–2015). Schoeller war der Sohn der Eheleute Alexander und Marion Schoeller. Er studierte Textiltechnik und Wirtschaftsingenieurwesen. 1993, sechs Jahre nach dem Tod seiner Eltern, trat er in die Firma ein. Zuerst war er Leiter der Druckerei und war später in der Entwicklungsabteilung tätig. 1998 wurde Schoeller Fertigungsleiter und erhielt die Gesamtprokura. Seit dem Jahr 2000 war er Geschäftsführer. Schoeller lebte in Nideggen. Ehrenamtlich war Markus Schoeller Vorsitzender der Kreisjägerschaft Düren und als Vorsitzender im Rheinischen Blindenfürsorgeverein tätig. Markus Schoeller starb am 5. Oktober 2015. |                |
| Schoeller Textil, Huchem-Stammeln                                  | gegründet im Jahr 1889 als Leopold Schoeller jr. GmbH & Cie durch Leopold Schoeller (1862–1907), Sohn von Philipp Eberhard Leopold Schoeller. Vier Generationen lang blieb das Unternehmen in Familienbesitz. Obwohl Schoeller Textil eine der führenden und umsatzstärksten Spinnereien in Deutschland war, konnte sich das Unternehmen dem zunehmenden Druck der asiatischen Konkurrenz nicht entziehen. Infolgedessen wurde ab dem Jahr 2000 die Produktion in Huchem-Stammeln eingestellt und nach Litvínov in Tschechien verlagert sowie das Unternehmen selbst an die indische Spentex-Gruppe verkauft. Anschließend entstand im Jahre 2003 am Standort Huchem-Stammeln zusammen mit der STS Transport-Service Schmalkalden GmbH die Schoeller Industrielogistik GmbH & Co. KG. Das Unternehmen betreibt auf diesen beiden Standorten mit 45.000 m² Lagerfläche und mit über 60 Mitarbeitern eine komplette Lagerhaus-Logistik.                                  |                |
| Papierfabrik Schoellershammer, Krauthausen                         | gegründet 1784 von Heinrich Wilhelm Schoeller durch Umwandlung eines ehemaligen Eisenreckhammers und der zuvor im Jahr 1773 erbrechtlichen Zusammenlegung mit der Schevenmühle von Rütger von Scheven. 1862 fand der Neubau einer weiteren Papiermühle, Neumühle genannt, durch die Brüder Julius (1820–1876) und Benno Schoeller (1828–1908) statt. Im Jahr 1981 wurde diese an das Unternehmen Zanders Feinpapiere in Bergisch Gladbach verkauft, welches aber bereits 1991 in das ein Jahr zuvor gegründete Tochterunternehmen Kanzan Spezialpapiere GmbH eingegliedert wurde, das selbst seit dem Jahr 2000 dem japanischen Ōji-Seishi-Konzern angehört. Die alte Papierfabrik Schoellershammer existiert dagegen weiterhin unter dem Firmennamen Schoellershammer GmbH mit einem weltweiten Vertrieb als unabhängiges Unternehmen. |                |
| Papierfabrik Felix Heinrich Schoeller, Düren                       | gegründet 1857 durch Felix Heinrich Schoeller, blieb bis 1965 in Familienbesitz und floss dann als M-real Zanders Reflex ebenfalls in das Unternehmen M-Real Zanders GmbH ein. 2012 wurde das Werk verkauft an die Hahnemühle FineArt GmbH und heißt seitdem Reflex. |                |
| Papierfabrik Felix Schoeller & Bausch, Neu Kaliß (Mecklenburg)     | erworben 1872 ebenfalls durch Felix Heinrich Schoeller und Theodor Bausch, 1945 aufgelöst und demontiert, danach durch Viktor Bausch neu aufgelegt, ab 1950 VEB. | weitere Bilder |
| Papierfabrik Schoeller & Hoesch GmbH & Co KG, Gernsbach            | gegründet 1881 wiederum durch Felix Heinrich Schoeller zusammen mit Georg Schultz als Zellulosefabrik Schultz & Cie mit den Schwerpunkten Zigarettenpapier- und später Teebeutelpapierproduktion. 1998 wurde Schoeller & Hoesch durch den amerikanischen Hersteller Glatfelter GmbH & Co KG übernommen. | weitere Bilder |
| Felix Schoeller Gruppe, Osnabrück-Gretesch                         | Im Jahr 1895 kaufte Felix Hermann Maria Schoeller, ein Sohn von Felix Heinrich Schoeller, die Grunersche Papierfabrik und spezialisierte sich von Anfang an auf die Produktion von hochwertigem Fotopapier. Das Unternehmen ist durch zahlreiche Aufkäufe und Fusionen heute als Felix Schoeller Holding GmbH & Co KG ebenfalls weltweit vertreten. Deutsche Standorte sind neben der Zentrale in Osnabrück Günzach, Penig, Titisee-Neustadt und Weißenborn/Erzgeb. Bis heute wird das Unternehmen durch Nachkommen des Familienzweiges Gallenkamp, der auf die Ehe von Gerhard Schoellers Tochter Heide Gallenkamp geb. Schoeller mit Hans-Georg Gallenkamp zurückgeht, geleitet. | weitere Bilder |
| Schoeller, Peill & Brockhoff, später Zuckerfabrik Düren            | gegründet am 23. Juni 1869 von Heinrich Leopold Schoeller, Leopold Peill (1846–1925), der auch als erster Geschäftsführer 56 Jahre lang dem Unternehmen vorstand, und Julius Brockhoff (1824–1898). Ab 1890 war Leopold Peill Alleininhaber dadurch Umfirmierung in L. Peill & Co. Erst 1922 trat mit Walter Schoeller (1895–1954), einem Enkel Leopold Peills, wieder ein Mitglied der Familie Schoeller in das Unternehmen ein, das dieser ab 1925 alleinverantwortlich leitete. Seine Nachkommen führten die Firma noch bis 1987 und brachten sie dann in das Kölner Unternehmen Pfeifer & Langen ein, das zuvor bereits Anteile erworben hatte. Die Fabrikation in Düren wurde 1987 eingestellt. |                |
| Zuckerfabrik Alexander Schoeller & Julius Brockhoff KG, Jülich     | gegründet 1880 durch Alexander Paul Schoeller (1837–1892) und seinen Schwager Julius Brockhoff. Nach Alexanders Tod zur Zuckerfabrik Jülich AG umfirmiert, wurde diese nach mehreren Zwischenstationen im Jahre 2006 ebenfalls von Pfeifer & Langen übernommen und produziert heute als letzte bestehende Zuckerfabrik im Kreis Düren unter der Bezeichnung „Westzucker“. |                |
| Ewald Schoeller GmbH & Co KG, Langerwehe                           | gegründet 1943 durch Ewald Schoeller als Fabrik für Papierprodukte und Garne, stellte ab 1966 auf Produktion von Kunststoffbehältern und Kunststofffolien aus Polyethylen um. Nach Übernahme des Folienherstellers Aldo-Plast aus Alsdorf firmierte das Unternehmen zu Schoeller-Aldo GmbH & Co. KG, wurde allerdings bereits 2007 wieder in Aldoplast GmbH & Co KG und Alesco GmbH & Co KG gesplittet. |                |
| Schoeller Industries, Pullach                                      | Firma für Verpackung, Logistik und Recycling, gegründet 1937 durch Alexander Schoeller (1911–1973), Sohn des Zuckerfabrikanten und Afrikaforschers Max Schoeller, zunächst als Fabrik für Verpackungstechnik. Alexander Schoeller galt als Pionier auf dem Gebiet der Getränkeverpackungen aus Holz und erfand 1958 den Flaschenkasten aus Kunststoff. Seit 1982 wird das Unternehmen als Holding mit mehreren weltweit operierenden Tochterunternehmen, darunter Schoeller Allibert, von seinen Söhnen Martin und Christoph Schoeller geleitet. |                |
| Schoeller Holdings Ltd., Limassol/Zypern                           | gegründet 1978 durch Heinrich Felix Leopold Schoeller. Hierzu gehören unter anderem Schiffmanagement wie beispielsweise das Columbia Shipmanagement und die Hotelgruppe Columbia Hotels & Resorts. |                |

## Bedeutende Familienangehörige (Auswahl)
- Alexander von Schoeller (1805–1886), Montanindustrieller und Bankier in Berndorf, Ternitz und Wien, lebenslanges Mitglied des österreichischen Herrenhauses, 1863 geadelt
- Alexander Schoeller (1852–1911), Bankier und Finanzier der rheinisch-westfälischen Schwerindustrie, Geheimer Seehandlungsrat
- Benno Schoeller (1828–1908), Papierfabrikant und Mäzen
- Catharina Schenkel, geb. Schoeller (1774–1852), Stifterin in Düren und Gründerin der Schenkel-Schoeller-Versorgungsanstalt
- Felix Heinrich Schoeller (1821–1893), Papierfabrikant in Düren, Mitbegründer von Papierfabriken in Neu Kaliß, Offingen und Gernsbach, Mitbegründer der Dürener Eisenbahn, Kommerzienrat
- Felix Hermann Maria Schoeller (1855–1907), Papierfabrikant auf Burg Gretesch, Spezialist für Fotopapier
- Franz Jochen Schoeller (1926–2019), Botschafter a. D.
- Gerhard Schoeller (1886–1970), deutscher Papierfabrikant und Präsident der IHK Osnabrück
- Gustav von Schoeller (1830–1912), Großindustrieller und Wirtschaftsfunktionär in Brünn, deutscher Konsul für Mähren und Schlesien sowie Konsularagent für die USA
- Gustav Adolph von Schoeller (1826–1889), Montanindustrieller, Großunternehmer und Bankier in Berndorf, Ternitz und Wien
- Heinrich August Schoeller (1788–1863), Papierfabrikant auf Schoellershammer
- Heinrich August Schoeller (1923–2021), Dürener Industrieller
- Hubertus Schoeller (* 1942), Galerist in Düsseldorf und Kunststifter in Düren
- Leopold Schoeller (1792–1884), Tuch- und Teppichfabrikant, Mitglied des preußischen Landtages, Geheimer Kommerzienrat
- Leopold Schoeller (1830–1896), Großindustrieller in Breslau, Mitinitiator des Oder-Spree-Kanals, Abgeordneter der Freikonservativen Partei im preußischen Abgeordnetenhaus
- Max Schoeller (1865–1943), Zuckerfabrikant und Ethnologe
- Sir Paul Eduard von Schoeller (1853–1920), Montanindustrieller in Ternitz und Wien, lebenslanges Mitglied des österreichischen Herrenhauses, britischer Generalkonsul in Wien, 1912 britischer Knight Bachelor, Kunstmäzen
- Philipp Schöller (1771–1842), eigentlich: Johann Philipp Schoeller, preußischer Oberbürgermeister von Düsseldorf
- Philipp Alois von Schoeller (1892–1977), Bankier und Großunternehmer, Wehrwirtschaftsführer im nationalsozialistischen Österreich
- Philipp von Schoeller (1921–2008), Großunternehmer, Österreichischer Meister im Springreiten, 1977 bis 2000 Vertreter Österreichs und anschließend Ehrenmitglied im Internationalen Olympischen Komitee
- Philipp Johann von Schoeller (1835–1892), Großindustrieller der böhmischen Zuckerindustrie
- Philipp Wilhelm von Schoeller (1797–1877), Großindustrieller in der Tuch- und Zuckerindustrie in Brünn, Prag und Wien, Mitglied des mährischen Landtages, 1863 geadelt
- Philipp Wilhelm von Schoeller (1845–1916), Großindustrieller und Bankier in Wien, Präsident des Wiener Kameraclubs, lebenslanges Mitglied des österreichischen Herrenhauses
- Richard von Schoeller (1871–1950), Großindustrieller der böhmischen Zuckerindustrie sowie Montanindustrieller in Ternitz und Berndorf
- Robert von Schoeller (1873–1950), Großindustrieller in der Zuckerindustrie in Mähren und Niederösterreich, 1911 Adelsübertragung von seinem Vetter Richard
- Rudolf Schoeller (1902–1978), Schweizer Automobilrennfahrer
- Rudolf Wilhelm Schoeller (1827–1902), Großunternehmer und Leiter der Schoeller'schen Kammgarnfabriken unter anderem in Bregenz und Zürich; Abgeordneter der Altliberalen im preußischen Abgeordnetenhaus; deutscher Konsul für die Schweiz
- Walter Schoeller (1889–1979), Generaldirektor des Schweizer Familienunternehmens Schoeller Switzerland, Mehrfacher Schweizer Landesmeister im Fußball, Rudern, Tennis und Hockey, Europameister im Vierer mit Steuermann und Achter, Präsident und Ehrenpräsident des Grasshoppers-Club Zürich
- Walter Julius Viktor Schoeller (1880–1965), Professor für medizinische Chemie in Freiburg im Breisgau, Laboratoriumsleiter in Berlin